# Shinya Yabusaki
Shinya Yabusaki (Chiba, 1 juni 1978) is een voormalig Japans voetballer.

## Carrière
Shinya Yabusaki speelde tussen 1997 en 2002 voor Kashiwa Reysol.